# Tamaris
Os tamaris (tammari) ou batamaribas (batammariba), também conhecido como otamaris (ottamari), é um povo de língua oti-volta do Departamento de Atakora do Benim, onde também é conhecido como Somba e áreas vizinhas do Togo, onde são oficialmente conhecidos como Ta(m)berma. Eles são famosos por suas casas fortificadas de dois andares, conhecidas como Tata Somba ("casa Somba"), nas quais o andar térreo abriga os animais à noite, alcovas internas são usadas para cozinhar e o andar superior contém um Pátio na cobertura que é usado para secagem de grãos, além de conter dormitórios e espigueiros . Estes evoluíram adicionando um telhado fechado aos grupos de cabanas, unidos por uma parede de conexão que é típica das áreas de língua Gur da África Ocidental. 

## Etnônimo
O nome Batammariba (ou Batammaliba) significa "aqueles que são os verdadeiros arquitetos da terra".

## A Takyenta
A habitação tradicional Takyenta (também grafada Takienta) ou taberma, incluindo a famosa Tata Somba, é tipicamente construída de barro e cercada por torres que sustentam sótãos, evocando cidadelas medievais. Cada uma das habitações tem uma orientação masculina (sul) e uma orientação feminina (norte). Os modelos de takyentas diferem de aldeia para aldeia. A construção histórica com suas paredes sólidas atua como uma fortaleza protetora para impedir a entrada de invasores e repelir ataques fatais de lança contra seus habitantes. Também serve como proteção contra leopardos que, segundo os anciãos da aldeia, vagam livremente no mato. A construção de uma fortaleza levava vários meses e exigia muita mão de obra especializada. O andar superior era um espaço de convivência e um refúgio seguro.
[[unagen:Benin_Tata_Somba.JPG|esquerda|miniaturadaimagem| Uma casa tamari. O teto de sapê (à esquerda) cobre os quartos de dormir, enquanto a da direita é um celeiro. As estruturas cilíndricas nas paredes são usadas para armazenamento ou para manter pequenos animais]]
Até 2000, os pais e seus filhos dormiam em caixas elevadas colocadas nas laterais e nas áreas centrais do terraço. Essas caixas também foram projetadas para proteger os habitantes e seus convidados do calor do meio-dia. Hoje em dia as fortalezas são reservadas para cerimônias de devoção ancestral. As almas dos ancestrais residem nos altares de barro em forma de cone. Estranhos não podem entrar na área do templo sem permissão do chefe da casa.
No lado externo sul da fortaleza estão os altares contendo espíritos de animais que antigamente eram caçados e mortos. O altar também pode conter espíritos subterrâneos com os quais os ancestrais que possuíam o dom da "visão" fizeram um pacto. Portanto, a ligação entre as habitações e os altares sagrados da aldeia é extremamente forte.

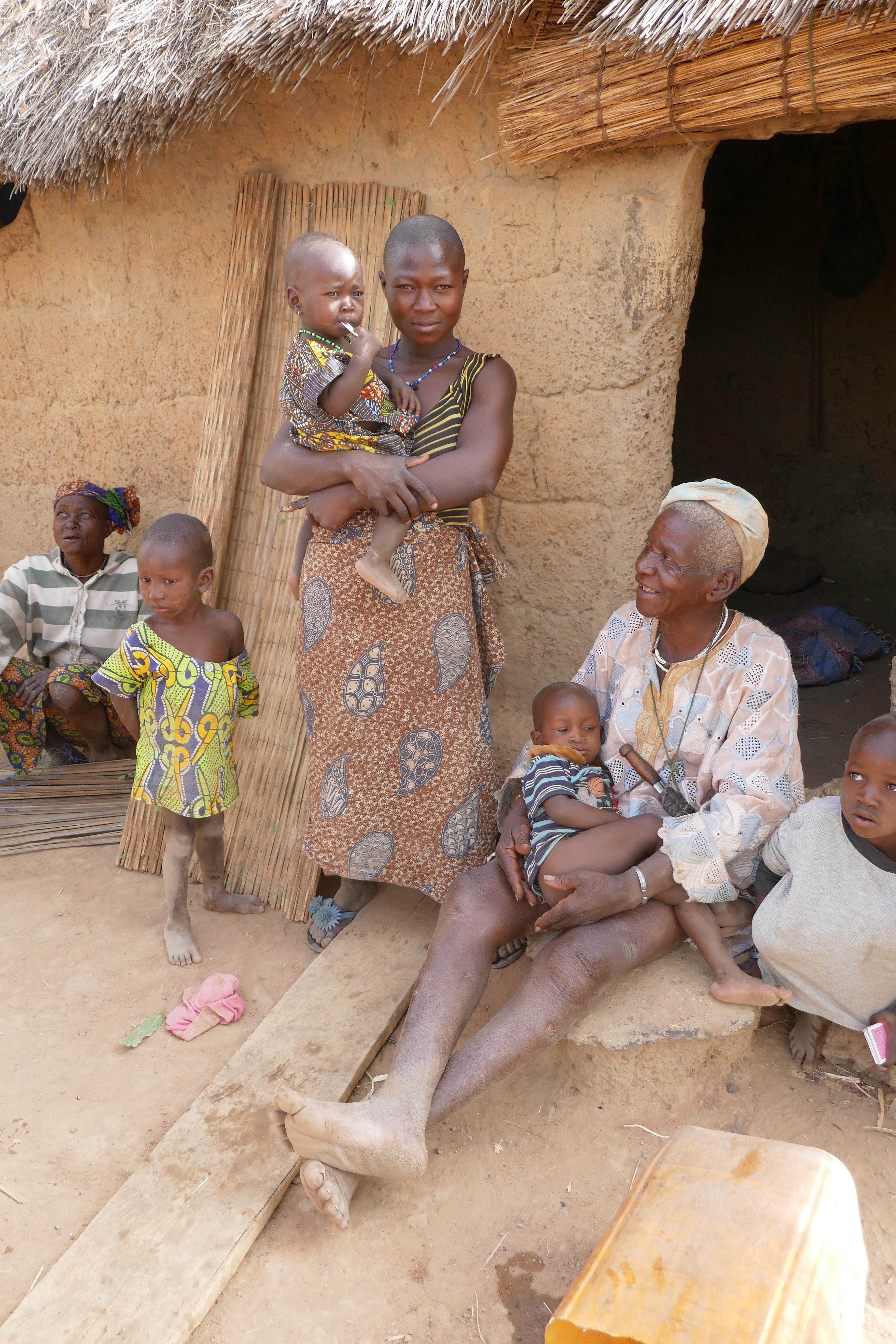
Grupo de tamaris (2017)

A singularidade e sofisticação desta arquitetura são reconhecidas desde 2004 pela UNESCO como patrimônio mundial, com a afirmação: “Koutammakou é um exemplo notável de ocupação territorial por um povo em constante procura de harmonia entre o homem e a natureza envolvente”. As residências do povo Somba tornaram-se uma atração na incipiente indústria turística de Benim e Togo.

## Religião tradicional
A religião tradicional dos batamaribas gira em torno de uma Divindade Suprema, Kuiye, o deus do sol e criador de deuses e humanos. Acredita-se que Kuiye se pareça com um humano na aparência, sendo considerado tanto masculino quanto feminino, de modo que a divindade é referida como "O Sol, Nosso Pai e Nossa Mãe". Como todos os seres vivos, segundo o pensamento batamariba, Kuiye possui uma forma corpórea conhecida como Kuiye, e uma alma, conhecida como Liye. Acredita-se que Kuiye, a forma corpórea da divindade, viva na "aldeia do sol" no oeste, acima do céu, enquanto Liye viaja pelo céu todos os dias na forma de um disco de luz.
Butan, a deusa da Terra e do Submundo, é o complemento de Kuiye como esposa ou gêmea de Kuiye. Butan é o governante de tudo dentro da Terra ou em sua superfície, incluindo o crescimento vegetal e agricultura, os jogos e cemitérios. Diz-se que sua forma corpórea, invisível para os humanos, se assemelha a um peixe siluriforme, um animal que vomita uma quantidade infinita de água. Por causa disso, seu santuário principal é uma nascente da vila. Sua alma complementar chama-se Bupe e é visível como a superfície da Terra.
A terceira maior divindade batamariba é Oyinkakwata, "o Homem Rico Acima", que é o deus do céu, do trovão, do raio e das tempestades. Sua alma é visível para os humanos na forma de um raio, mas seu corpo invisível está cheio de ar.
Mas o mundo de batamariba está repleto de muito mais divindades que são bem diferentes dos três deuses cosmológicos descritos acima: divindades de iniciação que selecionam seus adoradores de acordo com vários fatores, como gênero, destreza marcial ou capacidade de clarividência. Eles incluem Fawafa, a divindade píton das iniciações masculinas, Fakuntifa, a divindade lagarto das iniciações femininas, Fayenfe, o deus da guerra e da morte, Litakon, o deus dos gêmeos e da fertilidade, e Kupon, a divindade da adivinhação, etc.
Essas divindades são mais bem consideradas como famílias de divindades, ou tipos de divindades, em vez de divindades únicas: acredita-se que divindades masculinas e femininas de Fawafa, por exemplo, produzam descendentes de seu tipo de divindade. Os batamaribas podem adquirir essas divindades herdando-as, caçando-as e capturando-as na natureza, ou comprando-as e vendendo-as de e para seus vizinhos. Acredita-se que a matriarca, e presumivelmente a mais poderosa, de cada tipo de divindade resida em Linaba, a primeira aldeia mitológica onde Kuiye criou os humanos e as divindades.

## Escarificação tradicional
Os tamaris é conhecido por seus rituais tradicionais de cicatrização corporal, começando entre os dois e três anos de idade. Tais escarificações funcionam como marcas de identificação ao longo da vida, sinalizando uma pessoa como pertencente à sua tribo, bem como informações pessoais mais codificadas. Novas são feitas na puberdade, para sinalizar prontidão para o casamento e nascimento de filhos como uma forma de comunicação visível. São feitas no rosto, barriga e costas.